# Ta' Pelle med
Ta' Pelle med ("porta Pelle con te") è un film del 1952, diretto da Jon Iversen. 

## Trama
Lauritz è un piccolo proprietario agricolo, già in là cogli anni, con problemi finanziari che minacciano di rendere soggetto a pignoramento la propria casa nella quale vive con la nipote Adda. Egli è benvoluto da parte della comunità di villaggio, anche se non manca chi è malevolo nei suoi riguardi; ma soprattutto è molto amato da tutti i bambini del circondario, ai cui giochi Lauritz prende parte con piacere, ed in particolare dal piccolo Pelle.
Quando Lauritz è costretto a letto a causa di un infortuno, i bambini lo aiutano a portare a termine i lavori agricoli. Alla fine, una volta rimessosi, una inaspettata eredità risolverà i suoi problemi.